# Dirty Fingers
Dirty Fingers è il settimo album solista di Gary Moore.

## Tracce
Tutti i brani sono stati scritti da Gary Moore, eccetto dove indicato.
1. Hiroshima – 4:30 –
2. Dirty Fingers (strumentale) – 1:09 –
3. Bad News – 5:06 –
4. Don't Let Me Be Misunderstood – 3:37–  (Benjamin/Marcus/Caldwell)  (Nina Simone Cover)
5. Run To Your Mama – 4:44 –
6. Nuclear Attack – 5:11 –
7. Kidnapped – 3:50 –
8. Really Gonna Rock Tonight – 3:50 –
9. Lonely Nights – 3:58 –
10. Rest In Peace – 5:58 –

## Formazione
- Gary Moore - chitarra, voce
- Tommy Aldridge - batteria
- Don Airey - tastiere, organo
- Jimmy Bain - basso
- Charlie Huhn - voce